# Federico Chiesa
Federico Chiesa (Italská výslovnost: [fedeˈriːko ˈkjɛːza]; 25. říjen 1997 Janov, Itálie) je italský fotbalový útočník, který hraje v anglickém klubu Liverpool FC a v italském národním týmu.
Je synem bývalého fotbalisty Enrica Chiesy; ten hrál za italské kluby jako Cremonese, Sampdorii, Parmu, Fiorentinu, Lazio či Sienu a byl italským reprezentantem.

## Přestupy
- z Fiorentina do Juventus za 12 600 000 Euro (hostování)
- z Fiorentina do Juventus za 44 600 000 Euro
- z Juventus do Liverpool za 15 000 000 Euro

## Klubová kariéra
Chiesa zahájil svou mládežnickou kariéru v klubu Settignanese, kde jej trénovala legenda Fiorentiny Kurt Hamrin.

### Fiorentina
Do akademie Fiorentiny nastoupil v roce 2007. V sezóně 2014/15 byl přidělen do mužstva do 19 let; vstřelil v sezóně jediný gól v sedmi zápasech. Následující sezónu odehrál 23 utkání a vstřelil sedm gólů. V únoru 2016 podepsal Chiesa s klubem svou první profesionální smlouvu.

#### Sezóna 2016/17
V A-týmu debutoval za Fiorentinu při porážce 2:1 proti Juventusu během úvodního ligového utkání sezóny 2016/17. Manažer Fiorentiny Paulo Sousa se totuž o poločase rozhodl vystřídat Cristiana Tella. 29. září debutoval Chiesa v Evropské lize při domácím vítězství Fiorentiny 5:1 nad Qarabağem. 8. prosince odehrál své čtvrté utkání v evropských pohárech a vstřelil svůj vůbec první profesionální gól při vítězství 1:2 opět nad Qarabağem; ve stejném utkání byl později vyloučen po obdržení dvou žlutých karet.
Dne 15. ledna 2017 se zdálo, že Chiesa vstřelil vítězný gól zápasu proti Juventusu po stříleném centru Milana Badelje; branka však byla po přidělena Badeljovi, protože videozáznam prokázal, že se Chiesa míče nedotkl. Na konci ledna prodloužil Chiesa smlouvu s Fiorentinou do 30. června 2021. 21. ledna vstřelil svůj ligový první gól, a to v zápase proti Chievu. O osm dní později vstřelil Chiesa svůj druhý gól při domácí remíze 3:3 proti Janovu. 7. května vstřelil úvodní gól zápasu proti Sassuolu. Stalo se tak pouhé čtyři minuty poté, co těsně neproměnil penaltu jeho spoluhráč Nikola Kalinić.

#### Sezóny 2017/18 a 2018/19
Dne 16. září 2017, v sezóně 2017/18, odehrál Chiesa své 30. ligové utkání za Fiorentinu a gólem v 51. minutě Derby dell'Appennino proti Bologni otevřel skóre zápasu, který skončil výhrou 2:1. 30. ledna 2019, během sezóny 2018/19, dosáhl Chiesa hattricku při domácím vítězství 7:1 nad AS Řím ve čtvrtfinále Coppa Italia.

### Juventus

#### Sezóna 2020/21 (hostování)
5. října 2020 odešel Chiesa na dvouleté hostování do Juventusu; Turínský celek zaplatil 3 miliony euro za první a 7 milionů euro za druhou sezónu. Hostování obsahovalo i povinnou opci stanovenou na částku okolo 40 milionů euro. 17. října debutoval Chiesa v dresu Juventusu, když asistoval na gól Álvara Moraty a následně obdržel červenou kartu při remíze 1:1 proti Crotone. V Lize mistrů debutoval o tři dny při vítězství 2:0 nad ukrajinským Dynamem Kyjev. Svůj první gól v soutěži vstřelil 2. prosince při domácím vítězství 3:0 proti stejnému soupeři.
První ligový gól v dresu Juventusu vstřelil Chiesa 16. prosince v utkání proti Atalantě. 6. ledna 2021 skóroval proti lídrům ligy z AC Milán, čímž pomohl Juventusu k venkovní výhře 3:1; jednalo se o první porážku milánského celku v 27 zápasech. V osmifinálovém dvojzápase Ligy mistrů proti Portu vstřelil Chiesa všechny tři góly svého týmu: jeden v prvním zápase a dva v odvetě. Nicméně byl Juventus ze soutěže vyřazen po prodloužení, po gólu Sérgia Oliveiry z přímého kopu, na základě pravidla venkovních gólů.

## Reprezentační kariéra
V březnu 2017 byl Chiesa povolán Luigim Di Biagiem do reprezentace do 21 let na přátelská utkání proti Polsku a Španělsku. Debutoval 23. března 2017 při vítězství 1:2 proti Polsku. Chiesa asistoval na úvodní gól utkání Lorenza Pellegriniho. Chiesa dostal 31. května svoji první pozvánku do seniorské reprezentace trenérem Gianem Pierem Venturou na neoficiální přátelský zápas proti San Marinu v Empoli. Chiesa debutoval při vítězství Itálie 8:0 v základní sestavě.
V červnu 2017 byl Di Biagiem nominován na Mistrovství Evropy do 21 let. V prvním zápase 19. června asistoval na gól Andrea Petagny při výhře 2 0 nad Dánskem. Itálie byla vyřazena Španělskem v semifinále 27. června po porážce 3:1.
V březnu 2018 byl poprvé oficiálně povolán do italské reprezentace dočasným manažerem Di Biagio na přátelské zápasy proti Argentině a Anglii. 23. března debutoval proti Argentině; Itálie byla poražena výsledkem 2:0.
Zúčastnil se Mistrovství Evropy do 21 let 2019 v Itálii, kde dal tři góly ve skupinové fázi turnaje.
Svůj první reprezentační gól vstřelil 18. listopadu při domácím vítězství 9:1 nad Arménií v posledním zápase v rámci kvalifikace na Euro 2020 pod vedením manažera Roberta Manciniho; během zápasu také asistoval na góly Cira Immobileho a Riccarda Orsoliniho.

## Statistika

### Klubová
| Sezóna               | Klub                 | Liga                 | Liga   | Liga | Ligové poháry | Ligové poháry | Ligové poháry | Kontinentální poháry | Kontinentální poháry | Kontinentální poháry | Celkem | Celkem |
| Sezóna               | Klub                 | Soutěž               | Zápasy | Góly | Soutěž        | Zápasy        | Góly          | Soutěž               | Zápasy               | Góly                 | Zápasy | Góly   |
| -------------------- | -------------------- | -------------------- | ------ | ---- | ------------- | ------------- | ------------- | -------------------- | -------------------- | -------------------- | ------ | ------ |
| 2016/17              | Fiorentina           | Serie A              | 27     | 3    | IP            | 2             | 0             | EL                   | 5                    | 1                    | 34     | 4      |
| 2017/18              | Fiorentina           | Serie A              | 36     | 6    | IP            | 2             | 0             | -                    | 0                    | 0                    | 38     | 6      |
| 2018/19              | Fiorentina           | Serie A              | 37     | 6    | IP            | 4             | 6             | -                    | 0                    | 0                    | 41     | 12     |
| 2019/20              | Fiorentina           | Serie A              | 34     | 10   | IP            | 3             | 1             | -                    | 0                    | 0                    | 37     | 11     |
| 2020                 | Fiorentina           | Serie A              | 3      | 1    | IP            | 0             | 0             | -                    | 0                    | 0                    | 3      | 1      |
| Celkem za Fiorentinu | Celkem za Fiorentinu | Celkem za Fiorentinu | 137    | 26   | -             | 11            | 7             | -                    | 5                    | 1                    | 153    | 34     |
| 2020/21              | Juventus             | Serie A              | 30     | 8    | IP+IS         | 4+1           | 2+0           | LM                   | 8                    | 4                    | 43     | 14     |
| 2021/22              | Juventus             | Serie A              | 14     | 2    | IP+IS         | 0+0           | 0             | LM                   | 4                    | 2                    | 18     | 4      |
| 2022/23              | Juventus             | Serie A              | 21     | 2    | IP            | 4             | 1             | LM+EL                | 1+7                  | 0+1                  | 33     | 4      |
| 2023/24              | Juventus             | Serie A              | 33     | 9    | IP            | 4             | 1             | -                    | 0                    | 0                    | 37     | 10     |
| Celkem za Juventus   | Celkem za Juventus   | Celkem za Juventus   | 98     | 21   | -             | 12            | 4             | -                    | 20                   | 7                    | 131    | 32     |
| 2024/25              | Liverpool            | Premier League       | ?      | ?    | AP+ALP        | ?+?           | ?             | LM                   | ?                    | ?                    | ?      | ?      |
| Celkově              | Celkově              | Celkově              | 231    | 47   | -             | 24            | 11            | -                    | 25                   | 8                    | 284    | 66     |

### Reprezentační

#### Statistika na velkých turnajích
| Reprezentace | Rok     | Zápasy             | Zápasy | Zápasy     | Zápasy           | Zápasy           | Zápasy           |
| Reprezentace | Rok     | Fáze turnaje       | Datum  | Soupeř     | Odehraných minut | Vstřelené branky | Výsledek         |
| ------------ | ------- | ------------------ | ------ | ---------- | ---------------- | ---------------- | ---------------- |
| Itálie       | ME 2020 | 1 zápas ve skupině | 11. 6. | Turecko    | 9                | 0                | 3:0              |
| Itálie       | ME 2020 | 2 zápas ve skupině | 16. 6. | Švýcarsko  | 20               | 0                | 3:0              |
| Itálie       | ME 2020 | 3 zápas ve skupině | 20. 6. | Wales      | 90               | 0                | 1:0              |
| Itálie       | ME 2020 | Osmifinále         | 26. 6. | Rakousko   | 36               | 1                | 2:1 v prodl.     |
| Itálie       | ME 2020 | Čtvrtfinále        | 2. 7.  | Belgie     | 90               | 0                | 2:1              |
| Itálie       | ME 2020 | Semifinále         | 6. 7.  | Španělsko  | 107              | 1                | 1:1, 4:2 na pen. |
| Itálie       | ME 2020 | Finále             | 11. 7. | Anglie     | 86               | 0                | 1:1, 3:2 na pen. |
| Itálie       | ME 2024 | 1 zápas ve skupině | 15. 6. | Albánie    | 77               | 0                | 2:1              |
| Itálie       | ME 2024 | 2 zápas ve skupině | 20. 6. | Španělsko  | 64               | 0                | 0:1              |
| Itálie       | ME 2024 | 3 zápas ve skupině | 24. 6. | Chorvatsko | 33               | 0                | 1:1              |
| Itálie       | ME 2024 | Osmifinále         | 29. 6. | Švýcarsko  | 90               | 0                | 0:2              |

#### Reprezentační branky
| Gól | Datum        | Stadion                                   | Soupeř            | Skóre | Výsledek         | Soutěž                              |
| --- | ------------ | ----------------------------------------- | ----------------- | ----- | ---------------- | ----------------------------------- |
| 010 | 18. 11. 2019 | Stadio Renzo Barbera, Palermo, Itálie     | Arménie           | 9:1   | 9:1              | Kvalifikace na ME 2020              |
| 020 | 26. 6. 2021  | Wembley Stadium, Londýn, Anglie           | Rakousko          | 1:0   | 2:1              | Mistrovství Evropy 2020             |
| 030 | 6. 7. 2021   | Wembley Stadium, Londýn, Anglie           | Španělsko         | 1:0   | 1:1, 4:2 na pen. | Mistrovství Evropy 2020             |
| 040 | 2. 9. 2021   | Stadio Artemio Franchi, Florencie, Itálie | Bulharsko         | 1:0   | 1:1              | Kvalifikace na MS 2022              |
| 050 | 18. 6. 2023  | De Grolsch Veste, Enschede, Nizozemsko    | Nizozemsko        | 1:3   | 2:3              | Liga národů UEFA 2022/2023 – finále |
| 060 | 17. 11. 2023 | Stadio Olimpico, Řím, Itálie              | Severní Makedonie | 2:0   | 5:2              | Kvalifikace na ME 2024              |
| 070 | 17. 11. 2023 | Stadio Olimpico, Řím, Itálie              | Severní Makedonie | 3:0   | 5:2              | Kvalifikace na ME 2024              |

## Úspěchy

### Klubové

#### Národní
- vítěz italského poháru (2x)

Juventus: 2020/21, 2023/24
- vítěz italského superpoháru (1x)

Juventus: 2020
Vítěz Premier league
Liverpool: 2024/25

### Reprezentační
- 2× na ME (2020 – zlato, 2024)
- 2× na LN (2020/21 – bronz, 2022/23 – bronz)
- 2× na ME U21 (2017 – bronz, 2019)

### Individuální
- Jedenáctka sezóny Serie A: 2021
- Nejlepší fotbalista Serie A: 2021
- All Stars Team ME (2020)

### Vyznamenání
Řád zásluh o Italskou republiku (16. 7. 2021) z podnětu Prezidenta Itálie